# Осман Хаджикич
Осман Хаджикич (нім. Osman Hadžikić; нар. 12 березня 1996, Клостернойбург) — австрійський футболіст, воротар боснійського клубу «Вележ».
Виступав, зокрема, за клуб «Аустрія» (Відень), а також молодіжну збірну Австрії.

## Клубна кар'єра
Народився 12 березня 1996 року в місті Клостернойбург. Вихованець юнацьких команд футбольних клубів «Швехат» та «Аустрія» (Відень). З 2011 року виступав за резервну команду «Аустрії», в якій провів п'ять сезонів, взявши участь у 74 матчах Регіональної ліги Схід.
Дебютував за першу команду в чвертьфіналі Кубка Австрії проти «Капфенберга», коли вийшов на заміну замість травмованого Гайнца Лінднера на 58-й хвилині. Відіграв за віденську команду наступні чотири сезони своєї ігрової кар'єри, за які він провів 75 ігор, але не продовжив контракт, коли той закінчився.
Після півроку без клубу Хаджикич у січні 2019 року переїхав до Швейцарії у «Цюрих», де він уклав контракт до червня 2021 року. Після року у команді, за який він не зіграв жодної гри, його відправили в оренду до Хорватії у клуб «Інтер» (Запрешич), де до кінця сезону провів п'ять матчів і вилетів разом із клубом. Після закінчення оренди він повернувся до «Цюриха».
Влітку 2020 року Хаджикич повернувся до Австрії і перейшов до клубу «Адміра-Ваккер», з якою підписав контракт до червня 2023 року. В «Адмірі» він був дублером капітана Андреаса Ляйтнера і не зіграв жодного матчу, а після вильоту команди з Бундесліги в кінці сезону 2021/22 він покинув клуб.
Після півроку без клубу Хаджикич у січні 2023 року переїхав до Боснії та Герцеговини і став гравцем «Вележа». З командою став фіналістом кубка країни за підсумками сезону 2022/23. Станом на 20 серпня 2023 року відіграв за мостарську команду 14 матчів в національному чемпіонаті.

## Виступи за збірні
2014 року дебютував у складі юнацької збірної Австрії (U-19), загалом на юнацькому рівні взяв участь у 5 іграх, пропустивши 5 голів.
Протягом 2017—2018 років залучався до складу молодіжної збірної Австрії. На молодіжному рівні зіграв у 5 офіційних матчах, пропустив 2 голи.

## Статистика виступів

### Статистика клубних виступів
| Сезон             | Команда            | Чемпіонат         | Чемпіонат | Чемпіонат | Національний кубок | Національний кубок | Національний кубок | Континентальні кубки | Континентальні кубки | Континентальні кубки | Інші змагання | Інші змагання | Інші змагання | Усього | Усього | Усього |
| Сезон             | Команда            | Ліга              | Ігор      | Голів     | Ліга               | Ігор               | Голів              | Ліга                 | Ігор                 | Голів                | Ліга          | Ігор          | Голів         | Ігор   | Голів  |        |
| ----------------- | ------------------ | ----------------- | --------- | --------- | ------------------ | ------------------ | ------------------ | -------------------- | -------------------- | -------------------- | ------------- | ------------- | ------------- | ------ | ------ | ------ |
| 2014–15           | «Аустрія» (Відень) | БЛ                | 5         | -7        | КА                 | 1                  | 0                  |                      | -                    | -                    |               | -             | -             | 6      | -7     |        |
| 2015–16           | «Аустрія» (Відень) | БЛ                | 13        | -22       | КА                 | 3                  | -1                 |                      | -                    | -                    |               | -             | -             | 16     | -23    |        |
| 2016–17           | «Аустрія» (Відень) | БЛ                | 27        | -35       | КА                 | 2                  | -2                 | ЛЄ                   | 6                    | -13                  |               | -             | -             | 35     | -50    |        |
| 2017–18           | «Аустрія» (Відень) | БЛ                | 8         | -13       | КА                 | 1                  | 0                  | ЛЄ                   | 5                    | -8                   |               | -             | -             | 14     | -21    |        |
| Усього за кар'єру | Усього за кар'єру  | Усього за кар'єру | 53        | -77       |                    | 7                  | -3                 |                      | 11                   | -21                  |               | -             | -             | 71     | -101   |        |